# 上海市金陵中学
上海市金陵中学是位於中華人民共和國上海市黃浦區外灘附近金陵東路的一所公辦完全中学，學校原址是法国驻上海总领事馆。1956年，上海市北郊中学分校（原沪江大学附中分校）与上海市建工初级中学合并組建上海市金陵中学。2018年4月，学校加入由向明中学組建的向明教育集团。

## 外部連結
- 官方网站